# فینال جام حذفی فوتبال انگلستان ۱۹۹۳
فینال جام حذفی فوتبال انگلستان ۱۹۹۳، رقابت پایانی جام حذفی فوتبال انگلستان در سال ۱۹۹۳ میلادی است که مابین دو تیم باشگاه فوتبال آرسنال و باشگاه فوتبال شفیلد ونزدی در ورزشگاه ومبلی لندن برگزار شده‌است.
این مسابقه که در تاریخ ۱۵ مه ۱۹۹۳ انجام شده‌است با نتیجه ۱ بر ۱ به پایان رسید.
در بازی تکراری که در ۲۰ مه ۱۹۹۳ برگزار شد باشگاه فوتبال آرسنال با نتیجه دو بر یک به پیروزی رسید.